# 塔亚克 (上卢瓦尔省)
塔亚克（法語：Tailhac，法語發音：[tajak]）是法国上卢瓦尔省的一个市镇，属于布里尤德区。

## 地理
塔亚克（45°2'29"N, 3°27'26"E）面积12.52 平方千米，位于法国奥弗涅-罗讷-阿尔卑斯大区上盧瓦爾省，该省份为法国中南部省份，北起多姆山省和卢瓦尔省，西接康塔爾省，南至洛泽尔省，东临阿尔代什省。
与塔亚克接壤的市镇（或旧市镇、城区）包括：沙泽勒、代日、朗雅克、皮诺勒。

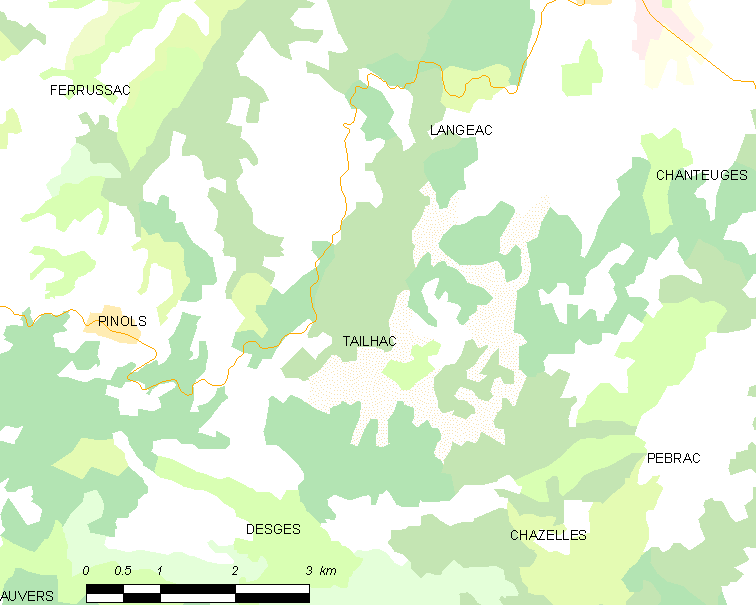
的OSM定位图

塔亚克的时区为UTC+01:00、UTC+02:00（夏令时）。

## 行政
塔亚克的邮政编码为43300，INSEE市镇编码为43242。

## 政治
塔亚克所属的省级选区为阿列峡-热沃当县。

## 人口

1962-2008年间人口变化图示

塔亚克于2022年1月1日时的人口数量为63人。